# Animale di servizio
Gli animali di servizio sono animali da lavoro addestrati a svolgere compiti che rientrano nell'assistenza delle persone disabili. Gli animali di servizio possono anche essere definiti animali da assistenza o animali aiutanti a seconda del paese e della funzione dell'animale. I cani sono gli animali di servizio più comuni, avendo assistito le persone almeno dal 1927.
Esistono varie definizioni per un animale di servizio. Varie leggi e politiche possono definire gli animali di servizio in modo più ampio, ma spesso non includono o non accettano in modo specifico animali di supporto emotivo, animali di conforto o cani da terapia.
Le normative relative agli animali di servizio variano in base alla regione. Ad esempio, in Giappone, le normative delineano gli standard di formazione e certificazione per gli animali di servizio. Negli Stati Uniti, gli animali di servizio sono generalmente ammessi nelle aree degli alloggi pubblici, anche dove gli animali domestici sono in genere vietati.

## Definizioni
Un animale di servizio è stato addestrato ad assistere una persona disabile. L'animale deve essere addestrato individualmente per svolgere compiti direttamente correlati alla disabilità del conduttore, che vanno oltre l'addestramento ordinario che riceve un animale domestico e l'addestramento non individualizzato che riceve un cane da terapia.
La comunità internazionale degli animali da assistenza ha classificato tre tipi di animali da assistenza:
- Animali guida, che guidano i ciechi;
- Animali udenti, che segnalano i non udenti;
- Animali di servizio, che lavorano per persone con disabilità diverse dalla cecità o dalla sordità.

Negli Stati Uniti, il termine animale di servizio comprende tutti e tre i tipi sopra indicati (cane guida, animale udente, cane di servizio). L'Americans with Disabilities Act definisce il termine come "cani addestrati individualmente a svolgere lavori o compiti per persone con disabilità". Inoltre, l'Air Carrier Access Act suddivide il termine animale di servizio in animali di supporto emotivo e altri animali di servizio. Le compagnie aeree possono richiedere una documentazione diversa e più ampia per le ESA rispetto ad altri animali di servizio.

## Ruolo di un animale di servizio
Le persone che possono beneficiare di un animale di servizio possono avere una serie di disabilità fisiche e/o mentali.
Un animale guida è un animale specificamente addestrato per assistere una persona non vedente a orientarsi in pubblico. Questi animali possono essere addestrati ad aprire le porte, riconoscere i segnali stradali, guidare i loro proprietari in sicurezza attraverso le strade pubbliche e orientarsi tra folle di persone. Un animale da assistenza alla mobilità può svolgere servizi simili per una persona con disabilità fisica, oltre ad assistere con problemi di equilibrio o di caduta, o a recuperare oggetti caduti o necessari. Alcuni di loro sono addestrati a trainare sedie a rotelle. Gli animali udenti sono addestrati per assistere le persone con problemi di udito o non udenti. Questi animali possono essere addestrati a rispondere ai campanelli o al telefono che squilla o a guidare i loro proprietari verso una persona che sta parlando con loro. Gli animali da assistenza ai problemi psichiatrici possono essere addestrati a fornire una terapia di pressione profonda (deep-pressure, ossia una sensazione prodotta quando un individuo viene abbracciato, accarezzato o trattenuto) sdraiandosi sopra una persona che potrebbe sperimentare flashback di disturbo da stress post-traumatico, sovra-stimolazione o ansia acuta. Possono essere addestrati a interrompere comportamenti dannosi (ad esempio strapparsi la pelle). Gli animali da assistenza all'emergenza medica possono assistere gli umani in un'emergenza medica ed eseguire servizi come liberare un'area in caso di convulsioni, recuperare farmaci o altri articoli necessari o allertare gli altri in caso di un episodio medico; alcuni possono persino essere addestrati a chiamare i servizi di emergenza tramite l'uso di un telefono con pulsanti sovradimensionati appositamente progettati. Gli animali di servizio possono anche essere addestrati ad avvisare le persone della presenza di un allergene.

### Differenza dagli animali che forniscono supporto emotivo e dagli animali domestici
Gli animali di servizio forniscono anche compagnia e supporto emotivo ai proprietari che altrimenti potrebbero essere isolati a causa della disabilità; tuttavia, fornire compagnia e supporto emotivo non è un compito che qualifica un animale come "di servizio".
Negli Stati Uniti è illegale portare un animale in luoghi in cui non sono ammessi animali semplicemente perché fornisce compagnia o supporto emotivo. Inoltre, sostenere che un animale di supporto emotivo o domestico sia un animale di servizio è illegale.

### Limitazioni
Gli animali di servizio non dovrebbero essere portati ovunque, soprattutto se sussistono problemi di sicurezza in buona fede. Alcune attività potrebbero non essere sicure per il cane (ad esempio, le montagne russe, che non hanno cinture di sicurezza adeguate per lui) e, in altre situazioni, la presenza del cane potrebbe causare un problema di sicurezza (ad esempio, introducendo contaminanti in una stanza sterile di un ospedale, o se il peso combinato del cane e del suo conduttore supera i limiti di peso per un pezzo di attrezzatura).
Anche se gli animali di servizio in generale sono accettati, un singolo elemento potrebbe essere escluso a causa del suo comportamento o della sua situazione. Ad esempio, negli Stati Uniti, singoli cani guida sono stati legalmente esclusi da alcuni luoghi per non essere stati adeguatamente controllati dal conduttore (ad esempio, nel caso in cui il cane si metta a ringhiare al personale o ad interferire con gli altri clienti), perché il conduttore non era in grado di prendersi cura di loro (ad esempio quando non è stato in grado di portare fuori il cane a urinare per un lungo periodo di tempo), per avere una malattia contagiosa, e per urinare o defecare in luoghi inappropriati.
In alcuni luoghi, gli animali di servizio in addestramento hanno gli stessi diritti di entrare in un luogo di un elemento completamente addestrato e operativo, e in altri luoghi no.

## Acquisizione
Gli animali di servizio possono essere acquistati da un'organizzazione che li addestra, oppure acquistati (ad esempio da un allevatore di cani) e poi addestrati in seguito. Assistance Dogs International organizza reti internazionali di cani guida senza scopo di lucro.
Gli animali di servizio addestrati tendono ad essere costosi, con prezzi che ammontano a decine di migliaia di dollari. In alcuni casi l'animale di servizio non viene acquistato dall'utente ma semplicemente affittato.

## Formazione
L'addestramento di un cane guida può richiedere due anni. La formazione è intensiva; 120 ore in sei mesi (circa cinque ore settimanali) sono considerate un livello minimo di formazione.
L'addestramento per un cane da servizio è più individualizzato rispetto a quello per un cane da terapia, perché il cane da servizio supporta solo un singolo individuo e i cani da terapia lavorano con una varietà di persone.
La formazione può essere svolta da un'organizzazione senza scopo di lucro, da un individuo, da una piccola impresa o dal proprietario. Per il riconoscimento legale, alcuni paesi richiedono formatori autorizzati. Ad esempio, gli animali di servizio in Giappone sono legalmente riconosciuti solo se certificati da agenzie designate.

## Accesso per regione
In molti paesi, i cani guida, altri tipi di cani da assistenza e in alcuni casi i cavalli in miniatura, sono protetti dalla legge e pertanto possono accompagnare i loro conduttori nella maggior parte dei luoghi aperti al pubblico, anche se regolamenti o norme locali negano l'accesso agli animali non di servizio. Le leggi e i regolamenti variano a seconda della giurisdizione.

### Giappone
In Giappone, la legge sui cani da assistenza per persone fisicamente disabili è stata emanata nel 2002. L'obiettivo dichiarato di questa legge era migliorare la qualità dei "cani da assistenza per persone fisicamente disabili" ed espandere l'uso delle strutture pubbliche da parte di queste persone.
I cani da assistenza sono classificati come cani guida, cani per non udenti o cani da servizio. I trasporti pubblici, le strutture pubbliche, gli uffici di enti pubblici e le imprese private di 50 o più persone sono tenuti ad accettare cani da assistenza certificati. È obbligatorio ospitare solo questo tipo di cani. Dovranno esporre un cartello con il numero di certificazione e, su richiesta, essere forniti il libretto sanitario del cane e la prova della certificazione. Le abitazioni private e le imprese private con meno di 50 persone sono incoraggiate, ma non obbligate, ad accettare cani da assistenza.
I visitatori i cui animali da assistenza sono stati auto-addestrati o addestrati da un'organizzazione non approvata dal governo giapponese sono legalmente considerati animali domestici normali mentre si trovano in Giappone.

### Stati Uniti
Negli Stati Uniti, l'Americans with Disabilities Act del 1990 vieta a qualsiasi azienda, agenzia governativa o altra organizzazione che fornisce l'accesso al pubblico in generale di vietare l'accesso ai cani guida. Tuttavia, le organizzazioni religiose non sono tenute a fornire tale accesso. Le attuali normative federali definiscono gli animali di servizio ai fini ADA per escludere tutte le specie di animali diverse dai cani domestici e dai cavalli in miniatura.
Si applicano anche altre leggi. L'Air Carrier Access Act degli Stati Uniti consente agli animali di servizio addestrati di viaggiare con persone disabili su aerei commerciali. Il Fair Housing Act impone ai fornitori di alloggi di ammettere animali di servizio, nonché animali di conforto e animali di supporto emotivo, senza restrizioni di specie, negli alloggi.
I requisiti rivisti dell'Americans with Disabilities Act sono i seguenti: "A partire dal 15 marzo 2011, solo i cani sono riconosciuti come animali di servizio ai sensi dei titoli II e III dell'ADA. Un animale di servizio è un cane addestrato individualmente a svolgere un lavoro o eseguire compiti per una persona con disabilità. In generale, le entità del Titolo II e del Titolo III devono consentire che gli animali di servizio accompagnino le persone con disabilità in tutte le aree in cui i membri del pubblico sono autorizzati a recarsi. Oltre alle disposizioni sui cani di servizio, il Dipartimento ha rivisto I regolamenti ADA prevedono una nuova disposizione separata sui cavalli in miniatura che sono stati addestrati individualmente a svolgere lavori o svolgere compiti per persone con disabilità (i cavalli in miniatura generalmente hanno un'altezza compresa tra 24 pollici e 34 pollici misurati alle spalle, ossia tra i 60 e gli 86 cm circa, e generalmente pesano tra 70 e 100 pound, ossia tra i 31 e i 45 kg circa) Le entità coperte dall'ADA devono modificare le loro politiche per consentire cavalli in miniatura ove ragionevole. I regolamenti stabiliscono quattro fattori di valutazione per assistere le entità nel determinare se i cavalli in miniatura possono essere ospitati nella loro struttura. I fattori di valutazione portano all'accettazione dell'animale se:
- il cavallo in miniatura è addomesticato;
- il cavallo in miniatura è sotto il controllo del proprietario;
- la struttura può ospitare il tipo, le dimensioni e il peso del cavallo in miniatura;
- la presenza del cavallo in miniatura non comprometterà i legittimi requisiti di sicurezza necessari per il funzionamento sicuro della struttura[21]."

L'ADA afferma che un animale di servizio può essere rimosso dalla struttura è fuori dal controllo del conduttore o se non è addomesticato. Gli animali di servizio devono essere tenuti sotto controllo indossando un guinzaglio, un'imbracatura o una corda a meno che ciò non interferisca con la capacità dell'animale di svolgere i suoi compiti. Addestrato in casa (Housebroken) significa che l'animale di servizio deve essere adeguatamente addestrato a urinare e defecare in luoghi appropriati (ad esempio, all'aperto o addestrato con la carta).
Tuttavia, le aziende possono escludere gli animali di servizio quando la presenza o il comportamento degli animali "altera sostanzialmente" la natura dei beni, dei servizi, dei programmi o delle attività forniti al pubblico. Ciò potrebbe includere l'esclusione da alcune aree degli zoo in cui la presenza di un cane o un cavallo in miniatura potrebbe disturbare il comportamento degli animali o in cui vi è libero accesso agli animali, o se ad esempio un cane guida abbaia, il suo comportamento potrebbe essere considerato un'alterazione fondamentale del servizio fornito da una sala cinematografica. In ambito medico, gli animali di servizio sono normalmente ammessi nelle sale di visita dei pazienti ma esclusi dalle sale operatorie e da altri ambienti sterili.
Il personale è legalmente autorizzato a porre le seguenti domande sugli animali di servizio: (1) "Il cane è un animale di servizio richiesto a causa di una disabilità?" e (2) "Quale lavoro o compito è stato addestrato a svolgere questo animale?" Il personale non può richiedere documentazione, chiedere informazioni sulla disabilità del conduttore o richiedere all'animale di svolgere i suoi compiti.
Altre regole relative ai cani guida delineate dall'ADA:
- Il personale non può negare il servizio per motivi quali allergie o paura dei cani, né negarlo a persone con allergie o patologie psichiatriche per la presenza di un cane guida; è invece necessario accogliere tutte le persone disabili (ad esempio facendo utilizzare alla persona allergica una stanza diversa da quella con cane guida).
- Il personale non può addebitare costi aggiuntivi agli assistenti a causa di un animale di servizio
- Gli hotel devono fornire agli operatori la possibilità di prenotare qualsiasi camera, non solo quelle ritenute "pet-friendly"
- Il personale non è responsabile della supervisione di un animale di servizio
- Il cane può appartenere a qualsiasi razza[7], anche se alcune razze, come pastori tedeschi, Labrador Retriever e Golden Retriever sono più popolari[25].

#### Americans with Disabilities Act (ADA)
L'ADA (Americans with Disabilities Act del 1990) negli Stati Uniti definisce un animale di servizio come "un cane addestrato individualmente a svolgere un lavoro o svolgere compiti per un individuo con disabilità". Gli animali di supporto emotivo non si qualificano come animali di servizio ai sensi dell'ADA.
Dall'anno di attivazione, cioè dal 1990, l'ADA inibisce qualsiasi tipo di discriminazione nei confronti dei soggetti disabili. Sebbene già prima la sezione Fair Housing del Civil Rights Act del 1964 proteggesse anche le persone disabili, l'ADA si concentra esclusivamente sulla discriminazione basata sulla disabilità. Il campo di applicazione dell’American Disabilities Act è vasto in quanto non solo inibisce la discriminazione da parte delle autorità preposte all’edilizia abitativa, ma copre anche le aree relative all’occupazione, ai trasporti, all’istruzione, ecc.
Ci sono diverse autorità che continuano a controllare che l’ADA sia interamente seguito negli Stati Uniti. Ad esempio, la Commissione statunitense per le pari opportunità di lavoro (EEOC - Equal Employment Opportunity Commission) garantisce che non vi sia alcuna discriminazione nei confronti dei dipendenti disabili nel paese. Mentre il Dipartimento dei Trasporti, con tutte le sue potenzialità, si assicura che i veicoli pubblici e i servizi correlati siano confortevoli per le persone disabili.

### Altre regioni
- Nella maggior parte dei paesi del Sud America e in Messico, l'accesso dei cani guida dipende esclusivamente dalla buona volontà del proprietario o del gestore. Nelle zone ad alta densità turistica, i cani guida sono generalmente accolti senza problemi. In Brasile, tuttavia, un decreto federale del 2006[26] richiede l'ammissione dei cani guida in tutti i luoghi pubblici e aperti al pubblico. La Metropolitana di Brasilia ha sviluppato un programma che addestra i cani guida a orientare gli utenti.
- In Europa la situazione varia a seconda della località. Alcuni paesi hanno leggi che governano l'intero paese e talvolta la decisione è lasciata alle rispettive regioni.
- In Australia, il Disability Discrimination Act del 1992 protegge tutti i conduttori di cani da assistenza. Le leggi attuali potrebbero non garantire che gli utenti di cani da assistenza possano sempre avere i loro animali di servizio presenti in tutte le situazioni. Ogni Stato e territorio ha le proprie leggi, che riguardano principalmente i cani guida. Il Queensland ha introdotto il Guide Hearing and Assistance Dog Act 2009 che copre tutti i cani da assistenza certificati.
- In Canada, i cani guida e altri animali di servizio sono ammessi ovunque sia consentito al pubblico, a condizione che il proprietario ne abbia il controllo. Le multe per negare l'accesso a un animale di servizio possono arrivare fino a 3000 dollari in Alberta. Esistono leggi separate per i cani guida in Alberta, Columbia Britannica, Nuova Scozia e Ontario.
- In Corea del Sud è illegale negare l'accesso ai cani guida in qualsiasi area aperta al pubblico. I trasgressori vengono multati per non più di 2 milioni di won[27].

## Animali per assistenza individuale
Molti animali di servizio possono essere addestrati a svolgere compiti per aiutare i loro partner disabili a vivere una vita indipendente.

### Cani guida

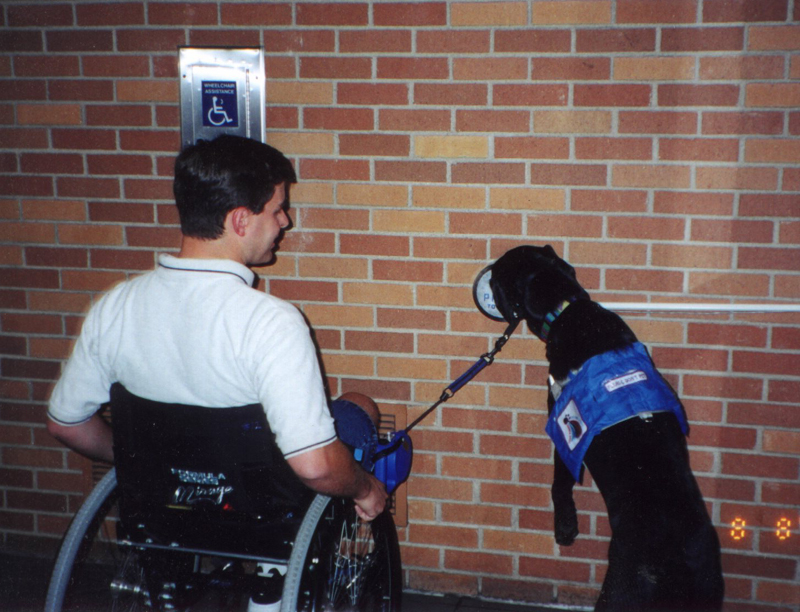
Questo cane di servizio è stato addestrato a premere un pulsante per aprire una porta elettrica per il suo proprietario su sedia a rotelle.

I cani guida sono il tipo più comune di animali di servizio. Possono supportare una vasta gamma di disabilità umane sia fisiche che mentali. Un cane da assistenza alla mobilità aiuta nel movimento; può trattarsi di un cane di grossa taglia che può fornire supporto fisico o aiutare a spingere una sedia a rotelle, o un cane che è stato addestrato a svolgere piccoli compiti specifici, come aprire una porta. Un cane guida aiuta i non vedenti a camminare in sicurezza. Un cane udente avvisa le persone sorde di suoni importanti, come il suono di un allarme. Alcuni sono cani di risposta medica che rilevano un problema medico e avvisano il conduttore. I cani che rilevano le convulsioni possono essere addestrati a percepire le crisi epilettiche nel loro partner. Un cane addestrato ad essere allerta per il diabete rileva quando il livello di zucchero nel sangue di una persona è pericolosamente basso o alto. Quando i proprietari con diabete iniziano ad accusare ipoglicemia, i cani da rilevamento eseguono un compito predeterminato (ad esempio abbaiare, sdraiarsi, sedersi) per informare la persona. I cani possono infatti annusare direttamente qualcosa correlato alla concentrazione anomala di glucosio o reagire ai sintomi del proprietario causati dall'ipoglicemia, come sudorazione o tremore. Il cane può anche spingere un essere umano a prendere l’insulina. Un cane da assistenza psichiatrica può essere addestrato per calmare qualcuno che è turbato, aiutare il conduttore a lasciare una situazione opprimente o segnalare eventi specifici (ad esempio per interrompere un comportamento abituale, come stuzzicarsi la pelle quando si è ansiosi). I cani da assistenza per l'autismo aiutano le persone con autismo.

### Cavallo in miniatura

#### Storia

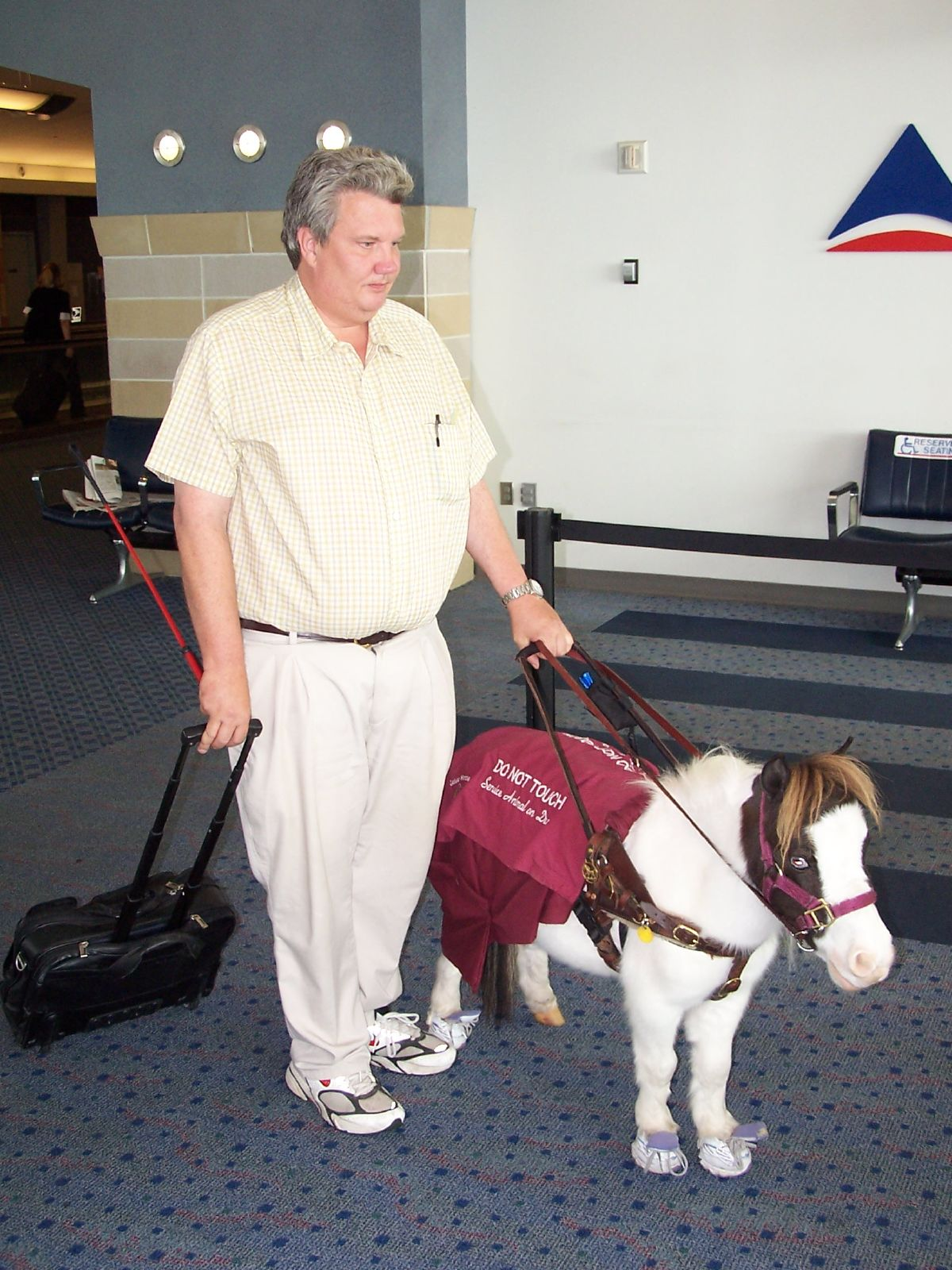
Un cavallo in miniatura che lavora come animale di servizio

L'idea di un cavallo guida per un cieco risale al 1943 se non prima; il film The Blocked Trail uscito quell'anno mostrava un cavallo nano che guidava un minatore cieco. Tuttavia sembra che i Burleson rivendicassero la proposta pratica di utilizzare un cavallo in miniatura come animale di servizio per i ciechi o gli ipovedenti. Nel 1998, durante una passeggiata a cavallo a New York, Janet e Don Burleson di Kittrell (Carolina del Nord), notarono come i loro cavalli fossero in grado di percepire da soli quando attraversare la strada. Janet ricorda di aver visto un cavaliere cieco competere in spettacoli equestri in cui "la donna dava indicazioni al cavallo e questo la portava ad aggirare gli ostacoli e gli altri cavalli della classe. Serviva da guida ed era qualcosa che non avevo mai dimenticato." Si chiedeva se un cavallo in miniatura potesse essere addestrato come animale guida per i ciechi. Janet aveva addestrato cavalli arabi da esposizione per 30 anni e aveva familiarità con il comportamento equino. Ma la sua esperienza urbana ha cambiato la sua visione del comportamento mostrato da uno dei loro cavalli in miniatura, "Twinkie", nella loro fattoria a casa. L'animale spesso seguiva i Burleson in giro come un cane e cavalcava nel retro del loro minivan. Da queste esperienze, iniziarono ad addestrare cavalli in miniatura per sfruttare la visione equina.
Il loro primo cavallo in addestramento è stato Twinkie. Da quell'inizio, i Burleson svilupparono un rigoroso programma di addestramento per cavalli in miniatura simile a quello di un cane guida, aggiungendo un addestramento sistematico di desensibilizzazione, simile a quello dato ai cavalli utilizzati per il controllo antisommossa. Ci furono battute d'arresto; la prima volta che portarono un cavallo in miniatura al supermercato, prese una barretta Snickers dallo scaffale. L'obiettivo era addestrare questi piccoli cavalli a soddisfare tutti i requisiti per diventare animali guida per non vedenti.
Una delle prime persone a utilizzare un cavallo guida fu Dan Shaw. All'età di 17 anni gli fu diagnosticata la retinite pigmentosa, una malattia oculare incurabile che peggiora la vista nel tempo. Nel 1998 ha frequentato una scuola per non vedenti per apprendere le competenze di base, come leggere il Braille. Tuttavia, ha dichiarato: "... Sono rimasto scioccato da quante poche opzioni avevo. Non volevo avere difficoltà con un bastone bianco e non potevo sopportare l'idea di avere un cane guida a causa del dolore che avevo provato quando il mio amato cane era morto 10 anni prima. Sapevo che avrei sentito ancora più acutamente la perdita di un animale su cui avevo fatto affidamento per la mia indipendenza."
Nel 1999 i Burlesons hanno creato la Guide Horse Foundation per fornire cavalli in miniatura come animali di assistenza agli utenti non vedenti che vivono in ambienti rurali.
Shaw venne a conoscenza del programma sperimentale dei Burleson e rimase particolarmente interessato quando scoprì che i cavalli vivono dai trenta ai quaranta anni. Così fece domanda per essere la prima persona al mondo a utilizzare un cavallo guida. I Burleson iniziarono ad addestrare "Cuddles" per Shaw. Il 6 marzo 2002 volò a Raleigh, nella Carolina del Nord, e incontrò Cuddles per la prima volta. Dopo un po' di lavoro introduttivo, Janet Burleson ha inviato Shaw e Cuddles in un negozio affollato dove i corridoi erano pieni di merce, e loro hanno attraversato con successo il negozio. Shaw ha dichiarato: "Stavo per diventare il primo utente al mondo di un cavallo guida. Sapevo che ci sarebbero stati degli scettici, persone che non credevano che i cavalli avessero il temperamento giusto per essere animali di servizio. Dopotutto, negli anni '20, quando Dorothy Eustis iniziò ad addestrare pastori tedeschi a guidare i ciechi, molte persone si fecero beffe dell'idea. Ma sapevo che riavere la mia indipendenza avrebbe superato qualsiasi critica."
Un altro utente ha ricevuto il suo cavallo "Panda" nel 2003, e nel 2007 l'Associated Press ha riferito che il proprietario descriveva la sua guida come "protettiva, vigile e addestrata in casa - e adora giocare al riporto. E con un'altezza di 29 pollici e 120 libbre [circa 73 cm e 54 kg], è un cavallo dannatamente piccolo."

#### Regno Unito
Un cavallo guida, "Digby", considerato il primo della Gran Bretagna, è stato presentato a un giornalista della BBC per l'addestramento nel febbraio 2018. Sfortunatamente quel cavallo in miniatura ha subito uno scatto di crescita in altezza fino a 33 pollici (0,84 m), che lo rese troppo alto per l'ufficio del suo conduttore a Salford (Manchester). Era anche diventato "imbarazzante", poiché faceva cadere gli articoli dagli scaffali del supermercato quando seguiva il suo conduttore durante gli acquisti. Il cavallo è stato poi assegnato a una impiegata dell'Office for National Statistics di Londra che non considerava negativa l'altezza dell'animale e inoltre lo riteneva adatto per prendere la metropolitana insieme a lei quando andava al lavoro.

#### Cavallo guida come animale di servizio

##### Riconoscimento ufficiale
Negli Stati Uniti, il 15 settembre 2010, il Dipartimento di Giustizia (DOJ) ha chiarito l'Americans with Disabilities Act (ADA) e ha stabilito che i cavalli guida in miniatura adeguatamente addestrati e di dimensioni adeguate potrebbero essere riconosciuti come animali di servizio.

##### Caratteristiche
I cavalli in miniatura, con una vita media di trent'anni, vivono molto più a lungo dei cani e per chi è allergico o spaventato da essi, un cavallo potrebbe rappresentare una buona alternativa. Tuttavia, mentre un cane può adattarsi a molte diverse situazioni domestiche, un cavallo deve vivere all’aperto, necessitando di un riparo e di spazio per muoversi quando non è in servizio.
Gli utenti di cavalli guida possono anche trovare difficoltà nel trasportare un cavallo in miniatura su mezzi pubblici a spazio limitato, come autobus o taxi. Alcuni individui temono anche che il potente istinto di lotta o fuga di un cavallo possa portarlo ad avere un comportamento meno prevedibile di quello di un cane guida.
La Guide Horse Foundation suggerisce che un cavallo guida addestrato in casa dovrebbe in genere essere in grado di controllare la vescica per sei ore; tuttavia, ai fini del trasporto, si suggerisce di utilizzare una stima pratica di quattro ore.

##### Formazione
Il processo di addestramento di un cavallo guida è rigoroso e richiede circa otto mesi per ciascun esemplare. I Burleson svilupparono un programma di addestramento che iniziò con il cavallo addestrato nella guida di base, in cui al cavallo viene insegnato a muoversi alla velocità comandata dal conduttore e a superare ostacoli comuni. Successivamente, il cavallo viene addestrato al riconoscimento dei comandi vocali e gli viene insegnato a rispondere a 23 tipi di comandi. Successivamente gli viene insegnato ad aggirare ostacoli sia fissi che in movimento. Poi viene addestrato a segnalare al conduttore quando c'è un gradino o una rampa. Infine, il cavallo viene addomesticato, un processo generalmente facile grazie alla naturale avversione dei cavalli a depositare rifiuti fecali in ambienti chiusi. La disobbedienza intelligente è una parte cruciale dell'addestramento del cavallo guida, poiché deve essere in grado di ignorare qualsiasi comando che potrebbe essere pericoloso per sé e per il conduttore.

##### Idoneità
- I cavalli normalmente vivono fino a 25-35 anni[42]. Si tratta di un periodo molto più lungo della durata di vita di un cane (8-16 anni, a seconda della razza)[43].
- In media, i cavalli in miniatura possono vivere un terzo in più rispetto ai cavalli di grandi dimensioni.
- I cavalli in miniatura scelti per l'addestramento all'assistenza umana pesano circa 25–45 kg (55–100 libbre)[43].
- La vista è vitale per un animale guida per utenti non vedenti. I cavalli generalmente possiedono una vista eccellente. Con gli occhi posizionati ai lati della testa, possiedono una visione di quasi 350 gradi, sono sensibili al movimento nel loro campo visivo e spesso rilevano un potenziale pericolo prima dei loro addestratori vedenti. I cavalli hanno anche un'eccellente visione notturna e possono vedere chiaramente nell'oscurità quasi totale[43].
- I cavalli in miniatura in generale non sono adatti per assistere persone non udenti o con problemi di udito. La maggior parte delle razze canine ha un naturale "istinto del cane da guardia" che è importante per un animale da assistenza uditiva; i cavalli non hanno questo istinto[44].

### Scimmia aiutante

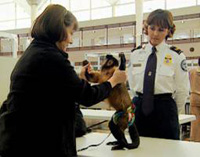
Un agente della TSA statunitense ispeziona una scimmia di servizio prima di un volo.

Una scimmia aiutante è un tipo di animale da assistenza, appositamente addestrato per aiutare le persone con quadriplegia, gravi lesioni del midollo spinale o altri problemi di mobilità, con ruolo simile a quello di un cane da assistenza. Le scimmie cappuccine possono essere addestrate a svolgere attività manuali come afferrare oggetti, azionare manopole e interruttori e girare le pagine di un libro.
Le scimmie aiutanti vengono solitamente addestrate nelle scuole da organizzazioni private, impiegano sette anni per essere addestrate e sono in grado di servire un utente per 25-30 anni (da due a tre volte di più di un cane guida).
Dopo essere state introdotte in una casa di persone umane da piccole, le scimmie vengono sottoposte a un addestramento approfondito prima di essere affidate a un individuo che necessita di assistenza. In casa, le scimmie aiutano nella vita quotidiana svolgendo attività tra cui cuocere il cibo nel microonde, lavare il viso dei loro padroni e aprire bottiglie che contengono bevande.
Nel 2010, il governo federale degli Stati Uniti ha rivisto la sua definizione di animale di servizio ai sensi dell’Americans with Disabilities Act (ADA). I primati non sono più riconosciuti come animali di servizio dall'ADA. L'American Veterinary Medical Association non supporta l'uso di primati come animali da assistenza a causa delle preoccupazioni sul benessere degli animali stessi, del rischio di gravi lesioni alle persone e che possano trasmettere malattie pericolose agli esseri umani.